# Marije van Hunenstijn
Marije van Hunenstijn (Apeldoorn, 2 marzo 1995) è una velocista olandese.

## Biografia
Ha conquistato un oro, un argento ed un bronzo ai campionati europei, tutti e tre nella staffetta 4x100 metri.

## Palmarès
| Anno | Manifestazione  | Sede      | Evento      | Risultato  | Prestazione | Note                                     |
| ---- | --------------- | --------- | ----------- | ---------- | ----------- | ---------------------------------------- |
| 2014 | Mondiali U20    | Eugene    | 100 m piani | Batteria   | 12"14       |                                          |
| 2014 | Mondiali U20    | Eugene    | 4×100 m     | Batteria   | 45"29       |                                          |
| 2016 | Europei         | Amsterdam | 4×100 m     | Oro        | 42"04       | [ 2 ]                                    |
| 2017 | Europei U23     | Bydgoszcz | 100 m piani | Batteria   | 12"23       |                                          |
| 2018 | Europei         | Berlino   | 100 m piani | Semifinale | 11"49       |                                          |
| 2018 | Europei         | Berlino   | 4×100 m     | Argento    | 42"15       | Miglior prestazione personale            |
| 2019 | Mondiali        | Doha      | 100 m piani | Batteria   | 11"48       |                                          |
| 2019 | Mondiali        | Doha      | 4×100 m     | Batteria   | 43"01       |                                          |
| 2021 | World Relays    | Chorzów   | 4×100 m     | Bronzo     | 44"10       | [ 2 ]                                    |
| 2021 | Giochi olimpici | Tokyo     | 100 m piani | Batteria   | 11"27       | Miglior prestazione personale stagionale |
| 2021 | Giochi olimpici | Tokyo     | 4×100 m     | Finale     | dnf         |                                          |
| 2024 | World Relays    | Nassau    | 4x100 m     | 6ª         | 43"07       |                                          |
| 2024 | Europei         | Roma      | 4x100 m     | Bronzo     | 42"46       |                                          |
| 2024 | Giochi olimpici | Parigi    | 4x100 m     | 7ª         | 42"74       |                                          |
| 2025 | Europei indoor  | Apeldoorn | 60 m piani  | Batteria   | 7"33        | Miglior prestazione personale stagionale |
| 2025 | World Relays    | Guangzhou | 4x100 m     | 7ª         | 43"21       |                                          |

## Altre competizioni internazionali
2019
- Oro all'Athletissima ( Losanna), 4×100 m - 42"33

2021
- Oro al British Grand Prix ( Gateshead), 4×100 m - 42"84

2025
- Oro ai Campionati europei a squadre di atletica leggera ( Madrid), 4x100 m - 42"02